# Племенити осмоструки пут
Племенити осмоструки пут (пали: ariyo aṭṭhaṅgiko maggo; санскрит: āryāṣṭāṅgamārga) представља темељни концепт будизма. То је пут који води превазилажењу патње и достизању нирване.
Осмоструки пут подразумева: 
- исправно гледиште (diṭṭhi)
- исправна намера (sankappa)
- исправан говор (vācā)
- исправно делање (kammanta)
- исправно живљење (ājīva)
- исправан напор (vāyāma)
- исправну свесност (sati)
- исправну састављеност (samādhi)

## Тумачења
А шта је то, монаси, исправно разумевања? Препознавање патње, препознавање настанка патње, препознавање престанка патње и препознавање пута који води престанку патње, то се, монаси, назива исправно разумевање.— Буда
Осам делова функционишу као органска целина, као процес у којем један елемент настаје и јача на основу претходног. Погрешна је идеја да сваки од тих делова треба до краја развити пре него што кренемо у вежбање наредног. Пре је на делу непрекидно кружење и надограђивање сваким новим кругом, слично спирали која се стално креће нагоре. На крају, када достигнемо врхунац пута, свих његових осам елемената истовремено су присутни у пуној снази.
Пут, међутим, почиње исправним разумевањем. Погрешна гледишта прво утичу на наш систем вредности, а потом рађају погрешне речи и поступке. Отуда је први корак на племенитом осмоструком путу ка пробуђењу баш исправно гледиште. У једном говору Буда читав пут пореди са кочијом, а исправно гледиште с коњима који је вуку.
Исправан напор се пре свега односи на анализирање стања ума, која могу бити неповољна (жудња, завист, бес, узнемиреност, сумња и тако даље) и повољна (на пример, сабраност пажње). Код непостојећих неповољних стања задатак је исправног напора да се спречи њихово настајање. Код већ насталих неповољних стања задатак је да се она одстране из ума. Код повољних стања која још не постоје задатак је да се подстакне њихов настанак, а код већ насталих задатак нам је да се стабилизују и ојачају до пуне зрелости.
Исправно живљење неки преводе и као исправно зарађивање за живот.